# Aleksander Schreier
Aleksander Schreier (8 marca 1914 w Poznaniu, zm. 17 listopada 1991 w Oberkirch) – polski piłkarz występujący na pozycji napastnika. Reprezentował Wartę Poznań Został powołany do reprezentacji Polski na mecz przeciwko reprezentacji Jugosławii, we wrześniu 1939 roku. Do meczu nie doszło z powodu wybuchu II wojny światowej.